# José Clemente Pereira
José Clemente Pereira, surnommé José Pequeno, est né à Ade le 17 février 1786 et mort à Rio de Janeiro, le 10 mars 1854. C'est un magistrat et un homme politique luso-brésilien.

## Biographie
Lié au Dia do Fico, José Clemente Pereira est ensuite député, ministre des Affaires étrangères, ministre de la Justice, ministre de la guerre, Conseiller d'État, ministre des Finances (en) et sénateur de l'empire du Brésil. 